# Leodegário A. de Azevedo Filho
Leodegário Amarante de Azevedo Filho (Recife, 2 de fevereiro de 1927 - Rio de Janeiro, 30 de janeiro de 2011) foi um professor, ensaísta e filólogo brasileiro, professor titular e emérito da Universidade do Estado do Rio de Janeiro e da Universidade Federal do Rio de Janeiro.
Empossou-se na cadeira 7 da Academia Brasileira de Literatura em 11 de outubro de 1983, sucedendo a Leme Lopes, e da cadeira 33 da Academia Brasileira de Filologia, em que sucedeu a Joaquim Brás Ribeiro e foi sucedido por Deonísio da Silva, do Círculo Linguístico do Rio de Janeiro, da Sociedade Brasileira de Língua e Literatura (de que foi fundador), do Círculo Fluminense de Estudos Filológicos e Linguísticos (de que foi Membro Honorário) e membro correspondente da Academia das Ciências de Lisboa.
Seus trabalhos de investigação tratam assuntos de literatura portuguesa, nomeadamente a lírica, quer medieval, quer camoniana. Na Filologia, destacou-se como pesquisador incansável na liderança acadêmica e na produção teórica e prática de crítica textual. É o autor de mais de 80 livros, dentre os quais se destacam A Poética de Anchieta (1963), Poesia e Estilo de Cecília Meireles (1973), O Cânone Lírico de Camões (1976), As Cantigas de Pedro Meogo (1982), Lírica de Camões, 1. História, metodologia, corpus (1984), Iniciação em Crítica Textual (1987) e Base Teórica de Crítica Textual (2004).
Foi agraciado com os graus de Comendador da Ordem do Infante D. Henrique (10 de abril de 1975) e Comendador da Ordem do Mérito (9 de junho de 1999) das Ordens Honoríficas portuguesas.

## Obras
- Alguns Problemas do Idioma. Rio de Janeiro: Gráfica Carioca, 1953.
- Didática Especial de Português. Rio de Janeiro: Editora Conquista, 1958.
- A Poética de Anchieta. Rio de Janeiro: Gráfica Carioca, 1962. Tese de Concurso Público para o Cargo de Professor Catedrático do Curso Normal-Português e Literatura.
- O Verso Decassílabo em Português. Rio de Janeiro: Gráfica Carioca, 1963. Tese de Concurso Público de Provas e Títulos para o Cargo de Professor Catedrático da Universidade do Estado do Rio de Janeiro.
- A Motivação e a Orientação da Aprendizagem no Ensino da Língua Portuguesa. Rio de Janeiro: MEC, 1963. Obra premiada pelo Ministério da Educação e Cultura, com direito a estágio no Centro Internacional de Estudos Pedagógicos, em Sèvres, França.
- Tasso da Silveira e seu Universo Poético. Rio de Janeiro: Gráfica Carioca, 1963. A obra recebeu o Prêmio Sílvio Romero, de Crítica Literária, conferido pela Academia Brasileira de Letras. Parecer de Barbosa Lima Sobrinho.
- As Unidades Melódicas da Frase. Rio de Janeiro: Editora do Professor, 1964.
- Introdução ao Estudo da Nova Crítica no Brasil. Rio de Janeiro: Acadêmica, 1965.
- Anchieta, a Idade Média e o Barroco. Rio de Janeiro: Gernasa, 1966. A obra recebeu o Prêmio José Veríssimo, de Ensaio e Erudição, conferido pela Academia Brasileira de Letras. Parecer de Alceu Amoroso Lima.
- Murilo Araújo e o Modernismo. Rio de Janeiro: Gernasa, 1967.
- Gramática Básica da Língua Portuguesa. Rio de Janeiro: Fundo de Cultura, 1968.
- Estruturalismo e Crítica de Poesia. Rio de Janeiro: Gernasa, 1970. A obra recebeu o Prêmio Banco Regional de Brasília, no IV Encontro Nacional de Escritores.
- Poesia e Estilo de Cecília Meireles. Rio de Janeiro: Editora José Olympio, 1970. Prêmio Octavio Tarquínio de Sousa.
- Para uma Gramática Estrutural da Língua Portuguesa. Rio de Janeiro: Gernasa, 1971.
- Síntese Crítica da Literatura Brasileira. Rio de Janeiro: Gernasa, 1971.
- Ensaios de Lingüística e Filologia. Rio de Janeiro: Fundação Getúlio Vargas, 1971.
- A Técnica do Verso em Português. Rio de Janeiro: Acadêmica, 1971.
- Poetas do Modernismo. Rio de Janeiro: Instituto Nacional do Livro, 1971-1973. A obra com a colaboração de mais de 20 críticos literários coordenados pelo professor Leodegário A. de Azevedo Filho foi publicada em 6 volumes. Elogio de João Cabral de Melo Neto pela imprensa de Portugal.
- Teoria da Literatura. Rio de Janeiro: Gernasa, 1973. Em colaboração.
- Uma Visão Brasileira da Literatura Portuguesa. Coimbra: Livraria Almedina Editora, 1973.
- Curso de Literatura Brasileira. Rio de Janeiro: Gernasa, 1975.
- As Cantigas de Pero Meogo. Rio de Janeiro: Gernasa, 1974. Edição Crítica de um trovador galego-português do século XIII. Segunda edição, Rio de Janeiro: Tempo Brasileiro, em convênio com o INL, 1981; e terceira edição, Galiza: Espanha, Laiovento, 1995.
- O Cânone Lírico de Camões. Rio de Janeiro: Gernasa, 1976.
- A Lírica de Camões e o Problema dos Manuscritos. Paris: Arquivos do Centro Cultural Português, vol. XIII, Fundação Calouste Gulbenkian, 1978.
- Publicação das Atas de dois Simpósios de Língua e Literatura Portuguesa, ambos realizados na UERJ, em 1967 e 1969.
- Publicação das Atas de nove Congressos Brasileiros de Língua e Literatura, quase todos realizados na UERJ. Rio de Janeiro: Gernasa, 1970-1976.
- Miscelânea Filológica Clóvis Monteiro. Sob sua coordenação. Rio de Janeiro: Editora do Professor, 1965.
- Miscelânea Filológica Serafim da Silva Neto. Sob sua coordenação. Rio de Janeiro: Editora Tempo Brasileiro, 1967.
- Publicação de 15 números da Revista Brasileira de Língua e Literatura. Rio de Janeiro: SBLL, 1979-1987.
- Danton Jobim, jornalista de democracia e senador de liberdade, Rio de Janeiro , 1981.
- Um Debate sobre o Discurso Literário. Rio de Janeiro: Livraria Padrão Editora, 1982. Em colaboração.
- História da Literatura Portuguesa, vol.I: A Poesia dos Trovadores Galego-Portugueses. Rio de Janeiro: EDUFAL/Tempo Brasileiro, 1983.
- As Poesias de Anchieta em Português. Rio de Janeiro: Antares, 1984. Em colaboração com Sílvio Elia.
- Manuel Maria Barbosa du Bocage–Poesia. Rio de Janeiro: Coleção "Nossos Clássicos" da Livraria Agir Editora, 1985.
- Lírica de Camões, vol. I: História, Metodologia, Corpus. Lisboa: Imprensa Nacional-Casa da Moeda, 1985. Apresentação de Antônio Houaiss.
- Luís de Camões: A instabilidade da Fortuna. Rio de Janeiro: SUAM, 1985.
- A Obra de Anchieta e a Literatura Novilatina em Portugal. Rio de Janeiro: SUAM, 1985.
- Lírica de Camões: 1º Tomo dos Sonetos. Lisboa: Imprensa Nacional-Casa da Moeda, 1987. Apresentação de Sílvio Elia.
- Literatura Portuguesa: História e Emergência do Novo. Rio de Janeiro: Editora Tempo Brasileiro em convênio com a UFF, 1987.
- Iniciação em Crítica Textual. Rio de Janeiro: Editora Presença, 1987. Apresentação de Antônio Houaiss.
- Luís de Camões: Ode ao Conde do Redondo. Rio de Janeiro: Editora Presença, 1988.
- Lírica de Camões: 2º Tomo dos Sonetos. Lisboa: Imprensa Nacional-Casa da Moeda, 1989.
- Luís de Camões: 13 Imagens e 1 Poesia. Itália, Edizioni dell'Arquata, 1990. Introdução e nota conclusiva de Barbara Spaggiari e livre adaptação do texto poético de Camões ao italiano moderno por Maria Raffaela Trabalza.
- Sobre Camões e Machado de Assis. Rio de Janeiro, Discurso proferido na Academia Brasileira de Letras, em agradecimento ao Prêmio Machado de Assis, pelo conjunto de obras, 1995. Parecer de Antônio Houaiss.
- Camões, o Desconcerto do Mundo e a Estética da Utopia. Rio de Janeiro: Tempo Brasileiro, 1995.
- A Configuração do Real em Euclides da Cunha. Rio de Janeiro: Tempo Brasileiro, 1996. Prêmio Mauá de Literatura.
- Anais do XXVIII Congresso Brasileiro de Língua e Literatura. Rio de Janeiro: UERJ, 1997.
- Lírica de Camões — Canções. Lisboa: Imprensa Nacional-Casa da Moeda, 1996.
- Lírica de Camões — Odes. Lisboa: Imprensa Nacional-Casa da Moeda, 1997. Apresentação de Roger Bismut.
- Lírica de Camões — Elegias em Tercetos. Lisboa: Imprensa Nacional-Casa da Moeda, 1998.
- Ensaios de Lingüística, Filologia e Ecdótica. Rio de Janeiro: SBLL/UERJ, 1998.
- Obra em prosa de Cecília Meireles, vol. I, Crônicas em geral. Rio de Janeiro: Nova Fronteira, 1998.
- Obra em prosa de Cecília Meireles, Crônicas de viagem, em três volumes. Rio de Janeiro: Nova Fronteira, 1999.
- Obra em prosa de Cecília Meireles, Crônicas de Educação, em cinco volumes. Rio de Janeiro: Nova Fronteira, 2000.
- Apresentação do livro A língua portuguesa e a unidade do Brasil, de Barbosa Lima Sobrinho. Rio de Janeiro: Nova Fronteira, 2000.
- Três ensaios de literatura medieval galego-portuguesa. Rio de Janeiro: Ágora da Ilha, 2000.
- Camões épico, lírico e dramático. Rio de Janeiro: Ágora da Ilha, 2001.
- Lírica de Camões — Éclogas, tomo I. Lisboa: Imprensa Nacional-Casa da Moeda, 2001.
- Sobre o espaço da Nova Lusitânia. Rio de Janeiro: Ágora da Ilha, 2002. Agradecimento ao Governo de Portugal pela Comenda da Ordem do Mérito.
- Guerra da Cal e a estilística queirosiana. Rio de Janeiro: SBLL, 2003.
- Análise de um poema da moderna literatura angolana. Rio de Janeiro: ABF, 2003.
- Melhores Crônicas: Cecília Meireles. Seleção e prefácio de Leodegário A. de Azevedo Filho. São Paulo: Global, 2003.
- O Contra-Iluminismo de Bocage. Rio de Janeiro: SBLL, 2004.
- Os Sonetos de Camões. Rio de Janeiro: Francisco Alves, 2004.
- Descrição e funcionamento da língua portuguesa. Rio de Janeiro: H. P. Comunicação, 2004.
- Base teórica de crítica textual. Rio de Janeiro: H. P. Comunicação, 2004.
- Oito ensaios camonianos. Rio de Janeiro: H. P. Comunicação, 2004.
- Debate sobre o discurso literário. Rio de Janeiro: H. P. Comunicação, 2005.
- Estudos Camonianos. Rio de Janeiro: H. P. Comunicação, 2005.
- Camões: um soneto do corpus possibile. Rio de Janeiro: H. P. Comunicação, 2005.
- Modernismos e pós-modernismos na literatura brasileira: uma visão geral. Rio de Janeiro: H. P. Comunicação, 2005.
- Eça de Queiroz e o romance realista. Rio de Janeiro: Sociedade Eça de Queiroz, 2006.
- Guerra da Cal e a estilística de Eça de Queiroz. Rio de Janeiro: Edição do Autor, 2007.
- Homenagem póstuma a Barbosa Lima Sobrinho. Rio de Janeiro: Edição do Autor, 2007.
- Ensaios de literatura brasileira. In memoriam Alice Lós de Azevedo. Rio de Janeiro: H. P. Comunicação, 2007.
- Realismo e expressão do tempo na ficção de Machado de Assis. Rio de Janeiro: conferência na Academia Brasileira de Letras, 2008.
- Fernando Pessoa e seus heterônimos. Discurso na Universidade Fernando Pessoa ao receber o título de Doutor honoris causa, Porto (Portugal): 2008 [2ª edição em 2009].
- Machado de Assis: o crítico literário. Ensaio premiado pela Academia Brasileira de Letras (1º lugar). Homenagem a Afrânio Coutinho. Rio de Janeiro: Edição do Autor, 2008.
- A expressão do tempo no romance de Machado de Assis. Conferência lida na Academia Brasileira de Letras. Rio de Janeiro, 2008.
- A técnica do verso em português. 2. ed. rev. Rio de Janeiro: H. P. Comunicação, 2009.
- Os lusíadas. Edição fac-similar do exemplar da Biblioteca do I. H. G. B., com “Estudo teórico de Leodegário A. de Azevedo Filho”. Exemplar que pertenceu ao Imperador D. Pedro II e que teria pertencido a Camões, segundo informação manuscrita na página de rosto: “Luís de Camões, seu dono.” Rio de Janeiro: Francisco Alves, 2008.
- Lygia e a imortalidade da palavra. Rio de Janeiro: H. P. Comunicação, [2009?].
- Dinamene: Alma minha gentil que te partiste. Rio de Janeiro: Edição do Autor, [2009?].